# Kiskút Open
Il Kiskút Open è un torneo professionistico maschile di tennis giocato sulla terra rossa indoor facente parte dell'ATP Challenger Tour. Inaugurato nel 2023 all'impianto Kiskút Tenisz Klub di Székesfehérvár, città ungherese, il torneo appartiene alla categoria Challenger 50.

## Albo d'oro

### Singolare
| Anno | Campione        | Finalista       | Punteggio |
| ---- | --------------- | --------------- | --------- |
| 2024 | Tseng Chun-hsin | Titouan Droguet | 4–1 rit.  |
| 2023 | Hamad Međedović | Nino Serdarušić | 6–4, 6–3  |

### Doppio
| Anno | Campioni                         | Finalisti                      | Punteggio        |
| ---- | -------------------------------- | ------------------------------ | ---------------- |
| 2024 | Titouan Droguet Matteo Martineau | André Göransson Denys Molčanov | 4–6, 7–5, [10–8] |
| 2023 | Bogdan Bobrov Sergey Fomin       | Sarp Ağabigün Ergi Kırkın      | 6–2, 5–7, [11–9] |